# Episodi di Medical Center (quinta stagione)
La quinta stagione della serie televisiva Medical Center è stata trasmessa in anteprima negli Stati Uniti d'America dalla CBS tra il 10 settembre 1973 e il 15 aprile 1974.
| nº | Titolo originale        | Titolo italiano | Prima TV USA      | Prima TV Italia |
| -- | ----------------------- | --------------- | ----------------- | --------------- |
| 1  | The Guilty              |                 | 10 settembre 1973 |                 |
| 2  | Time of Darkness        |                 | 17 settembre 1973 |                 |
| 3  | Broken Image            |                 | 24 settembre 1973 |                 |
| 4  | Impasse                 |                 | 1º ottobre 1973   |                 |
| 5  | Clash of Shadows        |                 | 8 ottobre 1973    |                 |
| 6  | The Casualty            |                 | 22 ottobre 1973   |                 |
| 7  | Stranger in Two Worlds  |                 | 29 ottobre 1973   |                 |
| 8  | Child of Violence       |                 | 12 novembre 1973  |                 |
| 9  | Woman for Hire          |                 | 19 novembre 1973  |                 |
| 10 | A Life at Stake         |                 | 26 novembre 1973  |                 |
| 11 | Nightmare               |                 | 3 dicembre 1973   |                 |
| 12 | Deadly Game             |                 | 10 dicembre 1973  |                 |
| 13 | Web of Intrigue         |                 | 7 gennaio 1974    |                 |
| 14 | Trial by Knife          |                 | 14 gennaio 1974   |                 |
| 15 | Choice of Evils         |                 | 21 gennaio 1974   |                 |
| 16 | No Escape               |                 | 28 gennaio 1974   |                 |
| 17 | Dark Warning            |                 | 11 febbraio 1974  |                 |
| 18 | Girl from Bedlam        |                 | 18 febbraio 1974  |                 |
| 19 | The Spectre             |                 | 25 febbraio 1974  |                 |
| 20 | The Enemies             |                 | 4 marzo 1974      |                 |
| 21 | The Conspirators        |                 | 11 marzo 1974     |                 |
| 22 | The World's Balloon     |                 | 25 marzo 1974     |                 |
| 23 | Hexed                   |                 | 1º aprile 1974    |                 |
| 24 | Appointment with Danger |                 | 15 aprile 1974    |                 |